# Заключительный протокол
«Заключительный протокол» — соглашение от 7 сентября 1901 года между Китаем и 11 державами (Германия, Австро-Венгрия, Бельгия, Испания, США, Франция, Великобритания, Италия, Япония, Нидерланды и Россия), участвовавшими в подавлении Восстания ихэтуаней.
По соглашению Китай обязался:
- Послать в Германию специального посла для извинения за убийство германского посла Клеменса фон Кеттелера, а также поставить ему памятник.
- Послать в Японию специального посла для извинения за убийство сотрудника японской миссии Сугиямы.
- Наказать лидеров восстания ихэтуаней.
- Поставить памятники на разгромленных иностранных кладбищах.
- Запретить в течение 2 лет ввоз оружия и боеприпасов в Китай.
- Уплатить контрибуцию в сумме 450 млн таэлей (лян).
- Допустить постоянную военную охрану в посольский квартал и пр.
- Срыть форты в Дагу.
- Предоставить державам право оккупации 12 пунктов от побережья к Пекину.
- Запретить все общества, направленные против иностранцев.